# Kinfauns
Kinfauns era um grande bangalô de luxo da década de 1950 em Esher, no condado inglês de Surrey, na Claremont Estate. De 1964 a 1970, foi a casa de George Harrison, guitarrista dos Beatles. Foi lá que muitas das gravações demo do álbum duplo autointitulado da banda de 1968 (também conhecido como "Álbum Branco") foram feitas. O bangalô foi demolido e outra casa foi construída em seu lugar.

## Compra por Harrison
Harrison comprou Kinfauns por £ 20.000  (equivalente a £ 510.000 em 2023) em 17 de julho de 1964, a conselho de Walter Strach, contador dos Beatles. Ao sair à procura de uma casa, Harrison disse mais tarde: "Foi a primeira que vi e pensei: 'Vai servir'". Meses depois, sua namorada Pattie Boyd se juntou a ele. Harrison e Boyd se casaram em 21 de janeiro de 1966 e viveram na casa até 1970,  quando Harrison comprou Friar Park em Henley-on-Thames, Oxfordshire. 

## Renovação
Em 1967, Harrison e Boyd pintaram o exterior da casa com padrões psicodélicos;  um mural ao redor da lareira foi criado pelo coletivo de design Fool,  que também pintou vários instrumentos musicais dos Beatles e o Radford Mini de Ville GT de Harrison. Nos fundos da casa havia uma piscina em formato de guitarra, enquanto discos de ouro e os prêmios conquistados pela banda adornavam as paredes da sala de estar. Na frente, uma porta de 4,6m  de correr mantinha visitantes não autorizados fora do jardim. A porta logo ficou coberta de autógrafos e assinaturas de fãs.

## Encontros dos Beatles
Kinfauns era provavelmente o lar onde os Beatles mais se reuniam, pois ficava a uma curta distância de carro das casas de John Lennon (Kenwood) e Ringo Starr (Sunny Heights), ambas em St George's Hill. Foi onde Harrison, Lennon e suas esposas se refugiaram durante sua primeira experiência com LSD em 1965 e, em maio de 1968, foi onde muitas das gravações demo do Álbum Branco foram feitas, no gravador Ampex de quatro canais de Harrison.  Essas demos foram lançadas em vários álbuns bootleg; sete delas aparecem na coletânea Anthology 3 dos Beatles, e 27 aparecem na edição de 50º aniversário de The Beatles (também conhecida como "Álbum Branco") como o CD "Esher Demos".
Harrison foi o primeiro Beatle a possuir ou usar um sintetizador Moog, e ele gravou "Under the Mersey Wall" com seu Moog no Kinfauns. A faixa preencheu um lado do álbum Electronic Sound, lançado em maio de 1969.
Kinfauns foi onde a polícia prendeu Boyd e Harrison por posse de haxixe em março de 1969,  como Lennon e Yoko Ono haviam feito meses antes enquanto estavam no apartamento de Starr na Montagu Square, em Londres. Ambos os casais insistiram que as drogas encontradas haviam sido plantadas no local.

## Venda e demolição
Depois de se mudar para Friar Park, Harrison vendeu a Kinfauns; ambas as casas foram listadas como ativos da empresa dos Beatles, a Apple Corps . Mais tarde, foi a casa dos compositores Barry e Sylvan Mason.
O local de Kinfauns fica dentro dos muros históricos do jardim adjacente Claremont, uma residência real do século XIX. Após uma série de pedidos de planejamento no início do século XXI, o bangalô foi substancialmente demolido em 2003 e substituído por uma nova casa de dois andares, embora as janelas do estúdio tenham sido incorporadas à nova estrutura. 